# Episodi di Ōran Kōkō Host Club

L'Host Club al gran completo

Questa è la lista degli episodi dell'anime Ōran Kōkō Host Club, trasmesso nel 2006 su Nippon Television in 26 episodi ed ispirato alla serie shōjo manga Host Club - Amore in affitto di Bisco Hatori. Dal settembre 2022 è stato distribuito in Italia, in versione sottotitolata, da Netflix.
Dalla storia nel 2011 ne anche stato tratto un dorama live action intitolato Ouran High School Host Club che vede Yūsuke Yamamoto interpretare il ruolo del protagonista maschile, ed in seguito una pellicola cinematografica conclusiva con gli stessi attori.

Mentre il film finale contiene avvenimenti del tutto nuovi rispetto alla serie originale, il dorama racconta circa la prima metà dell'anime. 
| Nº | Titolo italiano (traduzione) Giapponese 「Kanji」 - Rōmaji | In onda           | In onda |
| Nº | Titolo italiano (traduzione) Giapponese 「Kanji」 - Rōmaji | Giapponese        |         |
| 1  | Da oggi sei membro dell'Host Club 「今日から君はホスト」 - Kyō kara kimi wa HOST | 4 aprile 2006     |         |
| 1  | Haruhi, grazie all'assegnazione di una borsa di studio, giunge alla prestigiosa scuola privata Ouran Academy riservata alle élite, dove viene subito scambiato per un ragazzo a causa del suo aspetto e personalità trasandata. S'imbatte immediatamente nell'Host Club, che ha la sua sede in quella che una volta era la 3° sala di musica, mentre sta andando alla ricerca di un posto tranquillo ove poter studiare; ma durante questo primo incontro rompe accidentalmente un vaso del valore di ben 8 milioni di yen. Per poter ripagare il debito Haruhi viene costretta a diventar lei stessa un 'host', il cui compito primario è quello di cercar d'esaudir al meglio le richieste delle proprie clienti per farle sentire così a loro agio e felici. Uno per uno, i membri del gruppo vengono presto a conoscenza del fatto che Haruhi è in realtà una ragazza; tutti tranne Tamaki, il presidente e fondatore, il cosiddetto "principe" del gruppo. Haruhi deve però subir ben presto gli attacchi di gelosia di una delle clienti più affezionate di Tamaki, invidiosa che possa sottrar presto il ruolo principale all'interno del club a scapito del proprio protetto; la ragazza le getta la cartella nella fontana e Haruhi, nel tentativo di recuperar il portafoglio s'inzuppa da capo a piedi, ma viene però soccorsa ed aiutata da Tamaki il quale non esita un attimo ad entrar nell'acqua. Infine, mentre Haruhi cerca di cambiarsi con un'uniforme asciutta Tamaki scopre che non è un maschio bensì una ragazza, e ne rimane letteralmente scioccato. |                   |         |
| 2  | Il lavoro di un accompagnatore 「高校生ホストのお仕事」 - Kōkōsei HOST no oshigoto | 11 aprile 2006    |         |
| 2  | L'Host Club scopre che una delle sue clienti abituali, Kanako (una delle poche che non ha un host fisso ma che invece salta dall'uno all'altro), sta attualmente avendo difficoltà con Tohru, un ragazzo di cui è innamorata ma a cui non ha il coraggio di dichiararsi: il gruppo mette allora in atto un piano per aiutarla, tramite una festa danzante. Come parte del piano Haruhi si deve vestir come una ragazza e "sedurre" Tohru per costringere così Kanako ad uscir allo scoperto. Colei che sarà eletta regina della festa avrà in premio un bacio sulla guancia direttamente da Tamaki; tuttavia, quando proprio Kanako viene scelta e premiata del titolo, viene annunciato che sarà invece Haruhi nella sua qualità di nuovo 'host' a darle il bacio promesso. Tamaki, rendendosi conto che questo sarà il primo bacio di Haruhi, preso da gelosia si slancia per fermarla ma in tal modo inavvertitamente invece finisce con lo spingerla: Haruhi in tal maniera bacia Kanako sulle labbra (il suo primo bacio è stato con un'altra ragazza!) Tutto questo mette sommamente in imbarazzo Haruhi in quanto, oltretutto, Tohru ha assistito all'intera scena. In conclusione i due giovani riescono ad ammettere i sentimenti che reciprocamente provano nei confronti l'uno dell'altro, e tutto questo per merito dell'Host Club. |                   |         |
| 3  | Attenti alla visita medica 「身体検査にご用心」 - Shintai Kensa ni Goyōjin | 18 aprile 2006    |         |
| 3  | All'Ouran è il periodo della visita medica per tutti gli studenti; l'Host Club deve così cercar di trovare il modo di mantener a tutti i costi il segreto riguardante l'autentica identità di Haruhi, ma i loro tentativi - tra cui quello di Tamaki che si traveste da Haruhi - falliscono miseramente. Toccherà a Kyōya assumere una dottoressa facendosi promettere di non rivelare il segreto. Intanto alcune studentesse avvistano un uomo sospetto in camice bianco che si aggira con fare furtivo e danno l'allarme: si tratta in realtà del padre di una studentessa che vuol andar a trovare la figlia (a causa di problemi finanziari lei e la madre lo hanno lasciato andandosene via di casa). Kyōya capisce che si deve trattare della scuola pubblica Ouran, non della loro accademia privata. Toccherà a Tamaki dare le giuste indicazioni al padre abbandonato, incoraggiandolo a parlar a cuore aperto con la figlia: cercare e trovare la verità riguardante gli autentici sentimenti della figlia nei suoi confronti è, nonostante tutto, sempre e comunque la cosa migliore, anche se questo poi potrebbe causargli delle sofferenze. |                   |         |
| 4  | Invasione di una manager 「女子マネージャー襲来」 - Jōshi MANAGER shūrai | 25 aprile 2006    |         |
| 4  | I membri dell'Host Club si trovano di fronte la giovane Renge, un'otaku proveniente dalla Francia che sostiene esser la fidanzata di Kyoya, in quanto questi somiglia al protagonista del suo videogame preferito: volendo valorizzare il ruolo d'ognuno dei ragazzi, cerca di farne uscire il loro "lato oscuro!" iattraverso un film di cui lei è la regista unica. Tamaki divien così il principe solitario, il piccolo Honey un bulletto, Haruhi la vittima predestinata, Mori l'amico schiavetto di Honey, infine i gemelli due giocatori di basket. Solo a Kyoya non è assegnata una parte da interpretare, in quanto secondo Renge lui è già perfetto così com'è. Ma dopo qualche ripresa Tamaki si ribella al fatto che Haruhi debba subir delle violenze, seppur per finta e fa interromper le riprese; infine Haruhi fa capire a Renge di accettare le persone per quel che sono e non per quel che lei vorrebbe fossero, o per quel che appaiono in superficie. Intanto la pizza del film è presa da Kyoya e messa in vendita, ottenendo il plauso unanime da parte di tutta l'accademia. Il successo strepitoso fa guadagnare un sacco di soldi a Kyoya e fama all'Host Club. |                   |         |
| 5  | Il litigio dei gemelli 「双子ケンカする」 - Futago KENKA suru | 2 maggio 2006     |         |
| 5  | I due gemelli chiedono di poter andar a far visita a casa di Haruhi, ma questa rifiuta; i commenti della ragazza (la sola che pare distinguerli senza mai sbagliarsi) paiono innescare una lotta tra i fratelli i quali da inseparabili che erano iniziano tutto ad un tratto a litigar ferocemente ed infine evitarsi. Addirittura ognuno di loro per distinguersi meglio dall'altro si tinge i capelli d'un colore diverso, uno d'un blu scuro e l'altro di rosa acceso; più il tempo passa e più sembra che il contrasto tra i due si venga ad acuire. Infine Kaoru minaccia di scrivere il nome del gemello dietro la bambola attira-maledizioni di Umehito (il presidente del club di magia nera dell'Accademia), chiamata Beelzenef. Haruhi deve intervenire per cercar in qualche modo di calmare la situazione e sedar gli animi ed afferma che, se i due si fossero scusati a vicenda, avrebbe permesso a tutti loro di venire a casa sua. Il trucco dei gemelli per poter aver il permesso di visitare la casa di Haruhi ha così funzionato alla perfezione. |                   |         |
| 6  | L'Host delle elementari è un 'Tipo birichino' 「小学生ホストはやんちゃ系」 - Shōgakusei HOST ha yancha kei | 9 maggio 2006     |         |
| 6  | Un bambino delle elementari di nome Shiro cerca l'aiuto dell'Host Club: vuole che gli insegnino il più velocemente possibile come far per conquistare il cuore delle donne. Renge lo aiuta a sviluppar un ruolo adatto per lui, il tipo 'monello' e combina-guai; Shiro però non pare soddisfatto e se ne va. I membri dell'Host Club allora vanno a trovarlo alla scuola da lui frequentata, Haruhi si deve camuffare da studente delle medie e Honey come alunno delle elementari. Vengono in tal modo presto a scoprire che Shiro ha una cotta per una bambina di nome Hina la quale presto dovrà abbandonare la scuola: Tamaki allora spiega al bambino che per conquistarla basta starle vicino e partecipare a ciò che le piace, ad esempio suonando il pianoforte assieme per renderla allegra. Shiro si dà così da fare per imparare al più presto il pezzo da suonare in duetto assieme all'amata. Infine viene permesso ai due d'eseguir un piccolo concerto nel salone che fa da sede dell'Host Club. |                   |         |
| 7  | SOS alla piscina tropicale 「ジャングルプールSOS」 - Janguru pūru SOS | 16 maggio 2006    |         |
| 7  | I membri dell'Host Club trascinano Haruhi in un parco acquatico tropicale artificiale, ma un'improvvisa ondata proveniente dall'enorme piscina separa 'Honey' dal resto del gruppo; 'Mori' seguito dalla ragazza subito si mette a cercarlo, ma certi strani versi di animali selvaggi mettono in apprensione Haruhi. Tocca ai gemelli spiegare quale sia in realtà l'origine del rapporto che lega così strettamente Mitsukuni e Takashi (sono in realtà cugini). Nel frattempo Kyoya ingaggia le squadre militari speciali di famiglia per ritrovare il disperso, oltre che arrestare eventuali persone sospette introdottesi di nascosto. Mentre le guardie scambiano Takashi per il rapitore di Haruhi, Mitsukuni appare improvvisamente lanciandosi con una liana come fosse Tarzan e, grazie alla sua incredibile abilità nelle arti marziali riesce ben presto a mettere tutti gli avversari KO. Chiarito l'equivoco, riunitisi nuovamente assieme, Haruhi afferma che la prossima volta è meglio andare in una spiaggia vera a prendere il sole. |                   |         |
| 8  | Il sole, la spiaggia e l'Host Club 「太陽と海とホスト部」 - Taiyō to umi to host bu | 23 maggio 2006    |         |
| 8  | I membri dell'Host Club, in compagnia di alcune delle clienti più assidue, sono in vacanza in una spiaggia privata nei pressi di Okinawa. Hikaru e Kaoru sfidano gli altri a scoprire quale sia la segreta fobia di Haruhi, che apparentemente sembra non aver paura di nulla; Kyoya intanto mette in vendita foto delle medie della ragazza. Dopo essersi trovata a dover difendere dalle molestie di due teppisti ubriachi alcune giovani ragazze, Haruhi precipita in mare giù dalla scogliera. Per fortuna lo spavento dura poco e vien ritrovata sana e salva: Tamaki allora si sente in diritto di rimproverarla aspramente per essersi dimostrata così avventata ed incosciente, causando preoccupazione in tutti loro. Quella sera, nella stanza da letto di Kyoya, il ragazzo tenta un approccio: finge di voler aggredire sessualmente Haruhi, questo solo per dimostrargli e così rivelargli la sua vulnerabilità di ragazza; ciò la convinte infine a scusarsi con Tamaki. Ed è proprio "il principe" alla fine a vincere la gara voluta dai gemelli per scoprir il punto debole di Haruhi; lei difatti ha un sacro terrore di tuoni e fulmini: quando scoppia un temporale deve nascondersi dentro un armadio come faceva da bambina quando rimaneva a casa da sola tutto il giorno. Mentre Tamaki le insegna di tapparsi occhi e orecchie così da non veder né sentir più ciò che la terrorizza, gli altri ragazzi entrano nella stanza e credono ad un primo sguardo frettoloso che i due siano impegnati in un giochino sadomaso. |                   |         |
| 9  | La sfida dell'Accademia femminile Lobelia 「ロベリア女学院の挑戦」 - Roberia jyogakuin no chōsen | 30 maggio 2006    |         |
| 9  | Benio, la leader del club del giglio(-yuri) presso l'accademia femminile Lobelia, si presenta cercando di convincere Haruhi a trasferirsi da loro; ha difatti immediatamente riconosciuto in lei una ragazza e prova ad attrarla con l'intento di inserirla nel loro club. Preoccupati del fatto i ragazzi dell'Host Club si travestono da ragazze per dimostrare ad Haruhi che stando con loro avrebbe potuto nello stesso momento aver intorno sia dei maschi che delle femmine. Haruhi allora confessa che è entrata all'Accademia Ouran per un motivo preciso e soprattutto non ha mai avuto la benché minima intenzione di lasciarli per trasferirsi alla Lobelia: le ragazze del Club avversario son costrette a questo punto a darsi temporaneamente per vinte e lasciar il campo libero ai membri avversari dell'Host Club. Avvisando però che si rifiutano di rinunciare ed avvertendo i ragazzi che ritorneranno presto per prendersi Haruhi. |                   |         |
| 10 | La vita quotidiana della famiglia Fujioka 「藤岡家の日常」 - Fujioka ke no nichijō | 6 giugno 2006     |         |
| 10 | Volendo far esperienza sulla vita dei comuni cittadini plebei i ragazzi dell'Host si presentano senza preavviso a casa di Haruhi con l'intento di conoscere finalmente la sua famiglia e vedere com'ella viva al di fuori della scuola; quella notte Tamaki aveva sognato che la ragazza abitava in una baracca decrepita in una condizione di povertà assoluta. Avendo questo in mente aveva cercato di avvisar i gemelli per metterli in guardia di star bene attenti a quel che avessero detto o fatto a casa di lei. Ma senza volerlo, uno alla volta tutti quanti fanno commenti imbarazzanti sulla piccolezza dell'abitazione di Haruhi e chiedendo da bere a da mangiare cose da ricchi; poi, mentre Haruhi sta uscendo per andar a comprar il cibo che gli è stato chiesto da Mitsukuni e Takashi, arriva il padre Ryoji il quale sorprende Tamaki proprio nel momento in cui questi è scivolato sopra Haruhi in una posizione molto imbarazzante. Si viene a sapere che il padre della giovane è un travestito che lavora in un locale notturno; Kyoya l'aveva già contattato e conosciuto in precedenza. Il padre e i ragazzi in seguito pedinano Haruhi al supermercato, per poter osservarla da lontano mentre se la cava da sola: Tamaki si rende conto di come l'indipendenza connaturata di Haruhi sia dovuta soprattutto alla situazione ch'ella ha dovuto vivere fin dalla più precoce infanzia. |                   |         |
| 11 | Mio fratello è un principe 「おにいちゃまは王子様」 - Onii-chama wa ōji-sama | 13 giugno 2006    |         |
| 11 | Una bambina di nome Kirimi sta cercando suo fratello, studente all'accademia; la piccola s'imbatte nell'Host Club e racconta ai ragazzi la sua storia, credendo che sia il bel biondo Tamaki il fratello maggiore che sta cercano: in realtà questi, si viene presto a sapere, non è altri che Umehito. Kirimi ha un terrore sacro dei luoghi bui e oscuri, mentre Umehito è allergico alla luce solare e quando si muove di giorno deve coprirsi da capo a piedi con una lunga tunica ed un cappuccio neri, il che non può non spaventare a morte la sorellina. Tamaki a questo punto, preoccupato per entrambi, chiede a Renge d'aiutarlo ad insegnar a Umehito come diventar effettivamente il "principe" che la sorellina crede ch'egli sia: purtroppo però la fotofobia del ragazzo non gli permette in alcun modo d'uscir alla luce, tanto che i due fratelli non si posson mai incontrar (Kirimi difatti si sente male appena viene a mancare la luce). Tamaki fa comunque del suo meglio per convincer Umehito che la sua paura è solo psicologica, gl'insegna ad agir in modo principesco, cercando di fargli evitar al contempo ogni riferimento occulto che possa spaventar la sorellina. Alla fine quest'educazione intensiva gli permette di salvare Kirimi da un grosso gatto che la stava attaccando (la piccola ha pure una fobia nei confronti dei felini), non esitando a slanciarsi in pieno giorno da una finestra che dà sul giardino per soccorrerla: il trauma è stato però talmente eccessivo che sviene subito dopo. La bambina si è finalmente convinta del coraggio e valore del fratello, nonostante questi continui a girar in modo inquietante per la scuola indossando mantello, tunica e parrucca con l'intento di coprirsi la pelle dalla luce e nascondere i suoi luccicanti capelli biondi.                                       |                   |         |
| 12 | I tre giorni senza dolci di Honey-senpai 「ハニー先輩の甘くない三日間」 - Hani-senpai no amakunai mikkakan | 20 giugno 2006    |         |
| 12 | A Mitsukuni, a forza di mangiar dolciumi, è venuta una carie ai denti, pertanto vengono provvisoriamente banditi dall'Host Club ogni tipo di torte e pasticcini: il povero 'Honey', caduto presto in una terribile crisi d'astinenza cerca in tutti i modi di far recedere gli altri dalla drastica misura presa, prima fingendo di non aver più male ai denti e poi fino a cercar di corromper Haruhi o impietosir Takashi, ma senza alcun risultato degno di nota. La sua frustrazione diventa talmente tanta da indurlo ad attaccar 'Mori' a colpi di judo; gli altri si rendono conto che l'amico di 'Honey' si sente in colpa per non avergli mai detto di lavarsi bene i denti, almeno due volte al giorno. In seguito, curato il dente malato, a Mitsukuni è nuovamente permesso di assaporar e cibarsi dei suoi amatissimi dolci, torte e merendine; con somma delusione di Kyoya che aveva sperato d'ora in avanti di poter risparmiare sugli acquisti in pasticceria. |                   |         |
| 13 | Haruhi nel Peese delle Meraviglie 「不思議の国のハルヒ」 - Fushigi no kuni no Haruhi | 27 giugno 2006    |         |
| 14 | Intervista al famoso Host Club 「噂のホスト部を取材せよ」 - Uwasa no host bu wo shuzai seyo | 6 luglio 2006     |         |
| 14 | Il giornale scolastico sta per chiudere in quanto più nessuno sembra esser minimamente interessato di legger i suoi fasulli pettegolezzi; ma il presidente del club di giornalismo, Akira, non si vuol dare così facilmente per vinto e prepara le contromisure. Egli chiede pertanto ai membri del popolare Host Club di farsi intervistare al fine d'evitar che il club venga sciolto: Tamaki, con la sua solita sincera ingenuità accetta d'impegnarsi al fine di salvarlo. Akira però ha tutta l'intenzione di procurarsi informazioni segrete riguardanti Tamaki e la sua famiglia, crear uno scandalo e dar così al giornale nuovamente una vasta notorietà; crede anzi che il "principe" sfrutti il potere economico derivatogli dal nome che porta per dominar gli altri studenti, ma non è in grado infine di raccoglier prove valide e deve arrendersi al fatto che Tamaki è realmente così come appare e che non finge affatto di sembrar migliore di quel che è. |                   |         |
| 15 | Gara di gradimento a Karuizawa 「軽井沢さわやかバトル」 - Karuizawa sawayaka batoru | 11 luglio 2006    |         |
| 15 | Durante il periodo delle vacanze estive Haruhi ottiene di poter lavorar come inserviente e cameriera in una pensione a gestione familiare di Karuizawa. Non ha detto nulla di ciò ai restanti membri dell'Host Club ma ben presto Tamaki, alla sua disperata ricerca, non riesce a scovarla: giunti alla pensione vengono a sapere c'è rimasta una sola stanza libera e quindi non vi sarebbe posto per tutti. La padrona, un collega travestito del padre di Haruhi, Misuzu, indice pertanto un concorso tra i cinque Host: chi fra loro riuscirà ad attirar più clienti avrà la stanza. Tamaki, travolto dalla sua smania d'attivismo, combina più guai che altro, mentre i due gemelli son convinti di poter a questo punto facilmente vincere la sfida: difatti, utilizzando le loro affascinanti scenette d'amor fraterno incestuoso, ammaliano Misuzu, e Tamaki non riesce ad aver il sopravvento neppure suonando alla perfezione il pianoforte. Infine un vecchio compagno di scuola delle medie di Haruhi si presenta davanti a lei, tra la sorpresa generale. |                   |         |
| 16 | Piano di battaglia per il primo appuntamento tra Haruhi e Hikaru 「ハルヒと光 初デート大作戦」 - Haruhi to Hikaru hatsu deeto daisakusen | 18 luglio 2006    |         |
| 16 | Il ragazzo conosciuto da Haruhi si chiama Arai e fa le consegne per il negozio di alimentari del paese; Hikaru, saputo ch'egli aveva avuto una grande cotta per Haruhi, diventa tremendamente geloso e fa una scenata. Kaoru allora finge d'esser il fratello e, per scusarsi del suo comportamento, si offre di accompagnarla in giro per la cittadina a far compere e visitar i luoghi turistici. Il giorno dell'appuntamento, però, incontrano nuovamente per strada Arai, con lo stesso esatto risultato della prima volta: Hikaru se ne va offeso lasciando Haruhi da sola. Di lì a poco scoppia un forte temporale estivo con lampi e tuoni; preoccupato Tamaki chiama al cellulare Hikaru dicendogli che Haruhi ha il terrore di tuoni e fulmini. Il gemello corre a cercarla e dopo volte correre alla fine la trova nascosta sotto ad un tavolo all'interno d'una chiesa; Hikaru si trova così a dover confortare l'amica piangente: si scusa sinceramente per il modo estremamente egoistico in cui fino ad allora si è comportato e Haruhi lo ringrazia. |                   |         |
| 17 | Una vacanza che Kyoya non aveva chiesto 「鏡夜の不本意な休日」 - Kyoya no fuhoni na kyujitsu | 25 luglio 2006    |         |
| 17 | Kyoya viene trascinato dagli altri , ancora mezzo addormentato, al centro commerciale; qui però si dimenticano presto di lui e lo lasciano seduto in una panchina. Poco dopo essersi risvegliato incontra Haruhi: Kyoya, essendo senza portafogli e telefono, si fa pagare dall'amica il pranzo al sacco. Il ragazzo rivela d'esser il più giovane dei tre figli della famiglia Otori e che ha sempre faticato molto a sostener le aspettative del padre nei suoi confronti, paragonate sempre ai successi ottenuti dai due fratelli maggiori. Passeggiando poi all'interno dei grandi magazzini Kyoya smaschera un venditore di false ceramiche, spacciate per pezzi preziosi; la signora che stava per acquistar gli oggetti contraffatti ringrazia il ragazzo per averla salvata dall'inganno. Haruhi si rende conto che Kyoya e Tamaki sono, nonostante le apparenti divergenze di carattere, molto simili tra loro: entrambi sinceramente cercano sempre d'aiutare il prossimo per quanto è nelle loro possibilità. |                   |         |
| 18 | L'obiettivo di Chika-kun: battere Honey 「チカ君のハニー打倒宣言」 - Chika-kun no Honey datō sengen | 1º agosto 2006    |         |
| 18 | Mitsukuni ha un fratello minore di nome Yasuchika; i due sono in forte competizione e non perdono occasione, ogniqualvolta s'incontrano, di sfidarsi. I duelli si susseguono oramai da molto tempo, ma 'Honey' risulta alla fine esser sempre il vincitore, quindi il più forte. Si viene a sapere il motivo per cui Mitsukuni ha lasciato il club di karate di cui era leader per aggregarsi all'Host Club; il fratello minore non può perdonargli d'aver così disatteso le richieste della famiglia per soddisfar la sua passione insana di mangiar torte e dolciumi anche in piena notte. Questo fatto convince Yasuchika che suo fratello è un autentico 'mostro' che ha disonorato il nome che porta e causando a lui molte sofferenze: per regolar definitivamente i conti i due hanno un ultimo duello e la posta in gioco è che se 'Honey' perde non potrà più mangiar torte di notte. Ma l'amore per i dolci da parte di Mitsukuni supera ogni altra cosa e sconfigge il fratello: col tempo ha imparato - aiutato in ciò anche dai buoni consigli di Tamaki - di non rifiutare mai le cose che ama, anche se queste vanno contro un superficiale senso dell'onore tutto maschile. |                   |         |
| 19 | Il contrattacco dell'Accademia femminile Lobelia 「ロベリア女学院の逆襲」 - Roberia jyogakuin no gyakushū | 8 agosto 2006     |         |
| 19 | Andando a trovare Haruhi a casa sua, i membri dell'Host Club vengono a sapere che lo Zuka Club è infine riuscito a "rapire" Haruhi e portarla all'accademia femminile 'Lobelia'; qui Benibara/Benio la convince a sostituire una ragazza indisposta e quindi partecipare alla prove della recita scolastica. I ragazzi, accompagnati da Ranka, s'intrufolano all'accademia Lobeia nel tentativo di salvar rispettivamente l'amica e la figlia da Benio la quale, facendo la parte del principe ferito a morte, cerca di rubarle il primo bacio sulle scene. Kyoya allora si fa carico di metter a conoscenza Benio del fatto che il primo vero bacio di Haruhi è stato quello che ha accidentalmente dato a Kanako durante il ballo scolastico. Ma la rude presidentessa dello Zuka Club non si arrende per così poco e insegue per il palco Haruhi cercando di strapparle almeno il suo secondo bacio sulle labbra. |                   |         |
| 20 | La porta aperta dai gemelli 「双子があけた扉」 - Futago ga aketa tobira | 15 agosto 2006    |         |
| 20 | Viene spiegato come Hikaru e Kaoru sono stati infine convinti da Tamaki a far parte dell'Host Club: quand'erano ancora bambini avevano una cameriera disonesta che li ha portati a credere che nessuno mai sarebbe stato capace di distinguerli. Quando Tamaki propose loro di unirsi a lui per contribuire a formar l'Host Club, loro accettarono di aderire a patto che fosse stato capace di riconoscerli: diedero a Tamaki a tal scopo un mese di tempo. Presto tuttavia i gemelli si resero conto di quanto Tamaki potesse esser insistente e fastidioso e gl'imposero di lasciarli soli. Dopo aver ingannato crudelmente una povera ragazza che aveva spedito una lettera d'amore ad uno dei due, Tamaki finalmente capisce e si rende conto che in realtà il desiderio più grande dei due gemelli è proprio quello di essere riconosciuti per quel che sono singolarmente e li incoraggia in ciò. Un mese dopo s'inaugura l'Host Club nel grande salone, appena dopo la cerimonia d'apertura della scuola, e i gemelli vi fanno ufficialmente parte. |                   |         |
| 21 | Fino al giorno in cui diventa una zucca 「いつかカボチャになる日まで」 - itsuka kabocha ni naru hi made | 22 agosto 2006    |         |
| 21 | La classe di Haruhi decide di festeggiare degnamente Halloween con un apposito torneo notturno per testare il coraggio degli studenti; ci si divide in gruppi ed ognuno deve cercar di far del proprio meglio per terrorizzare gli altri: il più gran codardo avrà la sua faccia stampata nella prima pagina del giornalino scolastico. Uno dei due rappresentanti di classe, Kazukiyo, non sembra però esser molto entusiasta dell'idea e poco dopo rivela ad Haruhi ch'egli ha un'autentica fobia nei riguardi del buio e di tutte le cose orrorifiche. La ragazza cerca allora d'aiutarlo ma i gemelli un po' perfidamente s'uniscono al gruppo con l'intento di tormentare un po' il capoclasse; si scopre anche che il ragazzo è innamorato di Momoka, la vice-rappresentante di classe, rimasta invece entusiasta dalla proposta. Umehito non si lascia sfuggir l'occasione, assieme agli altri membri dell'Host Club, di spaventar a morte il gruppo di Haruhi: ella rimane intrappolata con Hikaru in una rete, mentre Kaoru e Kazukiyo sono bloccati all'interno d'uno stanzone. Dopo essersi liberati si riuniscono e nuovamente Umehito riesce a spaventarli con la sagoma gigante della propria babola Beelzenef riflessa sui muri: alla fine ottengono la prima pagina nel giornale della scuola con l'etichettatura di "i più grandi vigliacchi". |                   |         |
| 22 | Mori-senpai ha un apprendista teppista 「モリ先輩に弟子入り志願」 - Mori-senpai ni Deshiiri Shigan | 29 agosto 2006    |         |
| 22 | Il figlio di un famoso capo della yakuza, Ritsu, chiede a 'Mori' di prenderlo come apprendista per insegnargli a far come lui che, pur avendo una personalità antisociale riesce lo stesso ad attrarre una schiera di amici e fans: Ritsu, un ragazzo coi capelli rosso fuoco, non è affatto cattivo ma ha solo la faccia ed il tono di voce che lo fanno sembrar spaventoso. Tamaki si lancia subito nell'impresa e prende al volo l'opportunità di cimentarsi nel tentativo di trasformar l'immagine di Ritsu; anche gli altri membri dell'Host Club partecipano, seppur un po' ubbiosi sui risultati ottenuti, storpiando spesso e volentieri il cognome del ragazzo, Kasanoda, in "Casanova" e "Bossanova". Ma dopo aver iniziato a frequentar più da vicino Haruhi, Ritsu nota presto quanto ella sia attraente e comincia a sentirsi un po' confuso nei riguardi delle proprie inclinazioni sessuali, credendo a questo punto d'essersi innamorato di un altro maschio: intanto il resto della squadra continua l'opera di pianificazione nel tentativo di cambiar l'immagine di Ritsu, fino a che uno dei ragazzi della casa da sempre più vicini a lui non gli confessa che tutti loro in realtà han sempre desiderato essergli sinceramente amici, magari anche giocando assieme a scalciar le lattine vuote. Infine, mentre Haruhi si sta cambiando in sala da musica, Ritsu che la cercava per ringraziarla, scopre che in realtà è davvero una gran bella ragazza. |                   |         |
| 23 | La malinconia inconscia di Tamaki 「環の無自覚な憂鬱」 - Tamaki no Mujikaku na Yūutsu | 5 settembre 2006  |         |
| 23 | Ritsu sembra proprio essersi innamorato di Haruhi ed inizia a frequentar l'Host Club come cliente; questo fa innervosire soprattutto i gemelli e Tamaki, mentre le altre clienti si eccitano un sacco nell'assistere ad un corteggiamento tra maschi. Essendo troppo timido Ritsu non riesce a dichiararsi, intanto i servitori della sua casa si convincono che sia gay. Ma a questo punto Tamaki s'intromette, avendo iniziato anch'esso a realizzar i sentimenti che prova verso Haruhi; dopo che la ragazza ha assicurato a Ritsu che sarebbero state sempre buon amici questi, un po' depresso, deve affrontar tutta la folla delle ragazze presenti che vuol diventargli amica. Alla fine Haruhi è rimasta ancora una volta completamente ignara di quel che sente e prova Tamaki verso di lei. |                   |         |
| 24 | E alla fine Kyoya lo incontrò 「そして鏡夜は出会った」 - Soshite Kyōya wa Deatta | 12 settembre 2006 |         |
| 24 | Kyoya ricorda il suo incontro, quattro anni addietro, con Tamaki: gli era stato chiesto inizialmente dal padre di diventargli amico in quanto erede degli avversari in affari Suo. Kyoya spiega anche qual è il suo ruolo all'interno dell'azienda familiare degli Otori, in quanto terzo figlio (e più giovane) del capostipite Yoshio, un uomo freddo e dall'apparenza molto severa ed esigente. Dopo aver conosciuto Kyoya in qualità di rappresentante di classe, Tamaki inizia a 'perseguitarlo' con tutta una serie di strane e difficili richieste, come far una gita a Kyoto e visitar tutti i monumenti che vi si trovano, oppure pranzar in modo tradizionale su un kotatsu. Alla fine Kyoya, impossibilitato a continuar a fingersi gentile con, parole sue, "quell'idiota!" lo aggredisce: ma da quel momento in poi, avendo dimostrato Kyoya il suo autentico io di fronte a Tamaki, diventano veramente amici inseparabili e decidono di dar vita all'Host Club. |                   |         |
| 25 | L'annuncio della chiusura dell'Host Club 「ホスト部解散宣言」 - Hosuto Kurabu Kaisan Sengen | 19 settembre 2006 |         |
| 25 | L'Host Club al gran completo partecipa al festival scolastico di fine d'anno. Anche il padre di Tamaki, il preside dell'accademia Yuzuru e la nonna paterna Shizue sono presenti: mentre l'uomo prova a far la corte spudoratamente ad Haruhi la vecchia mostra tutta la propria freddezza ed insensibilità nei confronti del nipote costringendolo di punto in bianco a fidanzarsi con una ragazza fino ad allora perfettamente sconosciuta proveniente dalla Francia, una certa Eclaire (ragazza snob che guarda tutti attraverso un piccolo binocolo da teatro. Tamaki finisce con l'acconsentire all'imposizione della nonna ed annunzia che, a partire dalla fine del festival, l'Host Club è dichiarato sciolto: il ragazzo dovrà lasciare il Giappone e, assieme ad Eclaire tornare a vivere a Parigi. Haruhi viene anche a conoscenza della triste storia di Tamaki, figlio non della moglie di suo padre, bensì dell'amante segreta, una donna che la vecchia Shizue s'è sempre rifiutata d'accettare. |                   |         |
| 26 | Questo è il nostro Festival dell'Ouran 「これが俺たちの桜蘭祭」 - Kore ga Oretachi no Ouransai | 26 settembre 2006 |         |
| 26 | Kyoya avvisa Haruhi che il detto contratto per la rottura del vaso prezioso è stato saldato e che pertanto da quel momento in poi è libera d'andarsene dall'Host Club non appena ne abbia voglia; ma a questo punto la ragazza si è resa ben conto degli amici che s'è fatta e non li vuol certo lasciare così. Essendo venuti a sapere poi che Tamaki è in partenza trascinato via da Eclaire, iniziano una corsa contro il tempo nel disperato tentativo di trattenerlo; cercano di raggiungerli con la limousine di Kyoya ma vengono bloccati. Mentre gli altri ingaggiano una battaglia con le guardie dellafamiglia Otori (il padre di Kyoya è diventato dipendente di quello di Eclaire, avendogli comprato quest'ultimo l'azienda), Haruhi e i gemelli partono con una carozza a cavalli. Lungo la strada però Hikaru cade malamente e si ferisce, allora il fratello rimane a prendersi cura di lui ed Haruhi lancia al galoppo da sola i cavalli e raggiunge ben presto l'automobile in cui viaggiano Eclaire e Tamaki. Mentre gli grida che tutti sono più felici per quel che ha fatto all'Host Club finora, scivola ed inizia a cadere giù da un ponte: Tamaki si scioglie da Eclaire per slanciarsi in aiuto di Haruhi, la afferra al volo e finalmente la abbraccia strettamente come una ragazza. Tornati indietro finalmente Haruhi balla con tutti i restanti membri dell'Host Club, mentre Yuzuru e Yoshio non si considerano più acerrimi rivali in affari, prendendo ad esempio la profonda e reciproca amicizia dei loro figli: Kyoya ha rilevato l'azienda del padre dimostrandosi così il più degno a succedergli, facendo pensar a Yoshio che Haruhi sarebbe una gran buona moglie per lui. Yuzuru capisce che la rivalità tra le due famiglie continuerà in ambito sentimentale: difatti anche Tamaki pare essere molto attratto da Haruhi. |                   |         |